# Scleria hispidula
Scleria hispidula är en halvgräsart som beskrevs av Ferdinand von Hochstetter och Achille Richard. Scleria hispidula ingår i släktet Scleria och familjen halvgräs. Inga underarter finns listade i Catalogue of Life.